# François-Henri Pinault
François-Henri Pinault (født 28. maj 1962) er fransk forretningsmand, formand for og administrerende direktør i Kering siden 2005 og formand for Groupe Artémis siden 2003. Under hans ledelse er Kering ændret fra et almindelig detailfirma til at være et luksusvarefirma.